# Bălcăuți (Suceava)
Bălcăuţi é uma comuna romena localizada no distrito de Suceava, na região de Bucovina. A comuna possui uma área de 35.90 km² e sua população era de 3308 habitantes segundo o censo de 2007.